# Analytická etika
Analytická etika je označení pro morální filosofii v kontextu analytické filosofie. Jde o směr etiky 20. století, zaměřující se na analýzu mravního jazyka po stránce logické, sémantické, pragmatické nebo lingvistické. Na počátku 20. století se značná část analytické filozofie orientovala přírodovědecky (naturalisticky), empiricky a racionalisticky. Často se tak také vyvíjely utilitaristické nebo dokonce antirealistické morální teorie.
To se dnes (přelom 21. století) zcela změnilo. Jednotliví analytici morální teorie vypracovali a obhajují širokou škálu přístupů, přičemž se stále diskutuje o všech kategoriích klasické etiky, klasických etických postojích. 
Vzhledem k tomu, že je již několik desetiletí mezinárodní debata o morálně filozofických otázkách vedena do značné míry teoretiky s analytickým vzdělaním, nepanuje shoda na tom, jak analytickou etiku vymezit, a odlišit ji tak od kontinentální filosofie. Morální filosofie a „analytická etika“ se tak dodnes (začátek 20. let 21. století) do značné míry shodují.
Mezi klasiky analytické etiky patří:
- všichni klasičtí utilitaristé
- Alfred Jules Ayer, který hájil metaetický emotivismus: Morální výroky nejsou ověřitelné, nejsou to tedy výroky o skutečnosti (tvrzení věcná, faktická). Vyjadřují pouze pocity. „Neměl bys zabíjet!“ vyjadřuje pouze emoční nelibost[2]
- John Leslie Mackie, který mimo jiné argumentoval proti objektivitě etiky morálním skepticismem v etice

Pro přehled současných základních morálně filosofických hledisek (koncepcí) viz hlavní články Morálka a Etika.